# Akvadukt (most)
Akvadukt tudi akvedukt je vodni objekt ali mostu podoben objekt za pretok vode, zlasti preko globeli in strug. Je predhodnik današnjega vodovoda in eno največjih arhitekturnih čudes Starih Rimljanov.
Beseda akvadukt izhaja iz latinščine aqua - voda in ducere - voditi.
Pred Rimljani so jih gradili že v Indiji in Perziji, vendar so jih najbolj izpopolnili prav Rimljani.
Za Rimljane so bili akvadukti izrednega pomena, saj so se lahko samo s pomočjo njih hitro in enostavno oskrbovali z vodo vsa večja mesta. Bili so zgrajeni po vseh delih Rimskega cesarstva od Nemčije do Afrike, največ pa jih je bilo v samem Rimu.
Grajeni so bili iz kamna.